# TJ Tatran Oravské Veselé
TJ Tatran Oravské Veselé là một câu lạc bộ bóng đá Slovakia, đến từ thị trấn Oravské Veselé.

## Màu sắc
Màu sắc của câu lạc bộ là xanh lá cây và vàng.